# Херитиџ Лејк (Индијана)
Херитиџ Лејк (енгл. Heritage Lake) насељено је место без административног статуса у америчкој савезној држави Индијана.

## Демографија
По попису из 2010. године број становника је 2.880.
| Група             | 2000.    | 2010.         |
| Белци             | 0 (0,0%) | 2.768 (96,1%) |
| Афроамериканци    | 0 (0,0%) | 26 (0,9%)     |
| Азијати           | 0 (0,0%) | 7 (0,2%)      |
| Хиспаноамериканци | 0 (0,0%) | 55 (1,9%)     |
| Укупно            | 0        | 2.880         |